# Copa Nicasio Vila 1916
La Copa Nicasio Vila 1916 fue la décima edición del campeonato de primera división de la Liga Rosarina de Fútbol. 
Participaron diez equipos y el campeón fue nuevamente Rosario Central. Aquel título, le dio el derecho al equipo canalla de disputar la Copa Dr. Carlos Ibarguren de ese año ante el campeón de la Liga de Bs. As. de 1916, el Racing Club.
Aquel año, el club auriazul no sólo se quedó con la  Copa Nicasio Vila, sino que también obtuvo otras 3 copas nacionales oficiales de AFA: fue Campeón Argentino, luego de imponerse a Racing Club de Avellaneda 3 a 1 en la final de la Copa Ibarguren de 1915, que se jugó en abril de 1916, y finalizó el año venciendo en las Copas de Honor Municipalidad de Buenos Aires y de Competencia Jockey Club. En ambas, derrotó a Independiente de Avellaneda en las finales.

## Ascensos y descensos
| Pos | Equipos ascendido |
| --- | ----------------- |
|     | No hubo           |

| Equipos descendido temporada 1915 |
| --------------------------------- |
| Club Atlantic Sportsmen           |

## Tabla de posiciones final
| Pos | Equipo             | Pts | PJ | G  | E | P  | GF | GC | Dif |
| 1º  | Rosario Central    | 35  | 18 | 17 | 1 | 0  | 60 | 8  | 52  |
| 2º  | Tiro Federal       | 30  | 18 | 14 | 2 | 2  | 37 | 11 | 26  |
| 3º  | Belgrano           | 29  | 18 | 13 | 3 | 2  | 24 | 13 | 11  |
| 4º  | Central Córdoba    | 24  | 18 | 11 | 2 | 5  | 51 | 26 | 25  |
| 5º  | Provincial         | 16  | 18 | 8  | 0 | 10 | 15 | 47 | -32 |
| 6º  | Gimnasia y Esgrima | 14  | 18 | 6  | 2 | 10 | 31 | 34 | -3  |
| 7º  | Newell's Old Boys  | 14  | 18 | 7  | 0 | 11 | 19 | 37 | -18 |
| 8º  | Sparta             | 11  | 18 | 5  | 1 | 12 | 15 | 47 | -32 |
| 9º  | Rosario Atlético   | 4   | 18 | 2  | 0 | 16 | 12 | 52 | -40 |
| 10º | Nacional           | 3   | 18 | 1  | 1 | 16 | 6  | 17 | -11 |